# 42 Большой Медведицы
42 Большой Медведицы (лат. 42 Ursae Majoris), HD 93875 — одиночная звезда в созвездии Большой Медведицы на расстоянии приблизительно 274 световых лет (около 84 парсеков) от Солнца. Видимая звёздная величина звезды — +5,56m.

## Характеристики
42 Большой Медведицы — оранжевая звезда спектрального класса K0. Радиус — около 9,28 солнечных, светимость — около 59,21 солнечных. Эффективная температура — около 4590 К.